# Diecezja Mariannhill
Diecezja Mariannhill – diecezja Kościoła rzymskokatolickiego w Republice Południowej Afryki, w metropolii durbańskiej. Została erygowana w 1921 roku jako wikariat apostolska. W 1951 stała się diecezją. 